# Gramadevata
Gramadevata (Sánscrito: ग्रामदेवता; "deidad del Pueblo") es el término sánscrito para la divinidad tutelar (deidad patrona) de los  pueblos y ciudades hindúes. Deriva de grāma “pueblo” y devatā “deidad”. 
Tradicionalmente, Kal Bhairav, una forma feroz de Shiva es el Gramadevata en los pueblos rurales de la Maharashtra, donde  se le llama Vairavar.

## Ejemplos de Gramadevata
- Kasba Ganapati: gramadevata de la ciudad de Pune.
- Brahmnath: gramadevata del pueblo Beed Khurd.
- Nookalamma: gramadevata de Anakapalle ciudad.
- Dharmathakur: gramdevata en muchos pueblos en el Rarh región de Del oeste Bengal.
- Deidades de pueblo de Tamils de Sri Lanka
- Deidades de pueblo de Tamil Nadu
- Jathera o Dhok en Haryana, Punjab, Occidental Uttar Pradesh y Rajasthan.